# Mohamed Belkheir
Mohamed Belkheir est un poète algérien du melhoun et combattant de la tribu des Ouled Sidi Cheikh au XIXe siècle. Il est né en 1835 dans la région d'El Bayadh. Après son incarcération dans la forteresse de Calvi en Corse, à la suite de sa participation dans les insurrections populaires, il retourne en Algérie, où il est mort en 1905.

## Biographie
Mohamed Belkheir est né aux environs de 1835 dans la tribu des Rzeigat dans la région d'El Bayadh, dans le Sud Oranais. Il était témoin de la lente et lourde conquête coloniale. C'est un poète et combattant de la tribu des Ouled Sidi Cheikh. Il participe à la seconde insurrection des Ouled Sidi Cheikh (1881-1884) contre l'occupation française de l'Ouest algérien. Il était un guerrier bédouin féroce et a coordonné entre les différentes tribus de la région. 
Il est finalement exilé et incarcéré dans la forteresse de Calvi en Corse pour avoir participé à ce soulèvement armé. Durant cet exil, il chante le pays, un thème très courant en Algérie et ce, quelles que soient les circonstances. Il compose ainsi : « Ô maître généreux ! trouve nous un sultan. Droit et juste, et qui gouverne. Pour le triomphe de l’Islam sur l’infidèle. Et reconnu par les nations ». 
Il y restera pendant neuf années avant de retourner en Algérie où il poursuivit son combat jusqu'à sa mort en 1905. D’après un informateur, Maarouf Mohamed, il serait mort à Mascara. Le fils du poète Bentaïba conserverait un manuscrit contenant les œuvres de Belkheïr.

## Œuvre
Les vers de Belkheir sont toujours vivants dans la mémoire collective ; ils rappellent par certains aspects la grande poésie de résistance du XXe siècle. Les poésies de Melhoun léguées par le poète servent de référence historique de la résistance populaire des Ouled Sidi Cheikh. Il avait fait l'éloge du Saint patron Sid Cheikh et avait contribué, par ses poèmes, à l’unification des rangs et à la propagation du message de la résistance. Il écrit : « A vive allure, les cavaliers par groupes se succédaient à la faveur des salves répétées, nuages de baroud ; des vapeurs me grisaient et mon cheval caracolait, danseur illuminé ».
Dans sa préface aux Poèmes d'amour et de guerre de Mohamed Belkheir, Jacques Berque écrit : « Belkheïr, chantre du courage nomade et de l’éternel désir, nous propose, sous la dictée des formes pures, un message de demain et de toujours. ». Abdelhamid Ben Badis écrit à ses propos : « Arabe est sa langue, raffinée sa poésie, exemplaire son combat. ». Tandis que Émile Dermenghem le décrit : « Aucun des poètes de cette région n'a la notoriété de Sidi Belkheïr, du sud Oranais, chantre de l’Insurrection des Ouled Sidi Cheïkh ».

## Exemple d'un poème
Le début du poème, Ô cavalier!, traduit par Souhel Dib :

« Ô  cavalier, je t'en prie, informe-nous,

comment va Gourmami, le chef des tribus [Sid Cheikh] ?

Es-tu originaire d'El Abiod, alors sois le bienvenu!

Le lieu est-il délabré ou l'a-t-on rebâti ?

Les impies ont encerclé la qobba.

Aussi nombreux que des fourmis, et tels des rapaces,

ils ont anéanti ce mausolée, symbole de grandeur,

sans que personne n'éprouvât la moindre contrariété.
La vie ne vaudrait plus d'être vécue, alors,

la guerre sainte est préférable, elle est joie et action noble.

Cette destruction est répugnante, attentant à l'honneur de chacun.
Les enfants de l'homme chevauchant la cavale blanche

réunissent soixante-dix douars ,

et aucun n'a consenti une heure ou un jour à venger la mémoire du père. »